# Nathan ben Jehiel
Nathan ben Jehiel de Roma (Hebreu: נתן בן יחיאל מרומי) (Roma em ou antes de 1035-1106), foi um escritor lexicógrafo judeu italiano.